# Calderas (paroisse civile)
Pour les articles homonymes, voir Calderas et Caldera.
Calderas est l'une des trois paroisses civiles de la municipalité de Bolívar dans l'État de Barinas au Venezuela. Sa capitale est Calderas. En 2018, sa population s'élève à 6 572 habitants.

## Géographie

### Démographie
Hormis sa capitale Calderas regroupant de nombreux écarts, la paroisse civile possède plusieurs localités dont :
- Agua Blanca
- Agua Dulce
  - Agua Dulce del Este
  - Agua Dulce del Oeste
- Calderas
- El Cedro
  - El Cedro Oeste
  - El Cerdo Este
- Guaito
- Guaiticito
- Juan Grande Abajo
- La Aguada
- La Cuchilla
- La Sabana Adentro
- La Sabana Afuera
- El Guafal
- La Ardita
- La Bellaca
- La Honda
  - La Honda Baja
  - La Honda Media
  - La Honda Oeste
- La Laguna
- La Laja
- Las Flores
- Las Margaritas
- Las Monjas
- Las Tunas
- Los Baules
- Los Naranjos
- Los Naranjitos
- Palmarito
- Palo Grande
  - Palo Grande Arriba
  - Palo Grande Abajo
- Piedra de Moler
- Prado de María
- San José
  - San José Abajo
  - San José Arriba
- San Ramón Abajo
- San Ramón Arriba
- San Luis Abajo
- San Luis Arriba
- Villa Coromoto
  - Villa Coromoto Norte
  - Villa Coromoto Sur
- Vitsay

## Personnalités
- Orlando Araujo ((1928-1987), intellectuel, économiste, enseignant, chercheur, écrivain et critique littéraire, est né à Calderas.